# Triple Dog
Triple Dog ("Verdade ou Consequência" no Brasil) é um filme canadense do gênero drama, lançado em 2009.
O filme conta a história de um grupo de amigas entediadas com a vida, que levam no subúrbio de uma pequena cidade, elas se reúnem na casa de uma amiga para passar a noite e comemorar o aniversário de 16 anos de uma delas. Lideradas por Chaplin (Britt Robertson), elas decidem participar de um ousado jogo de Verdade ou Consequência. Na medida que a dificuldade dos desafios aumenta, a tensão é elevada a níveis extremos.
- Scout Taylor-Compton (Liza Naron)
- Britt Robertson (Chapin Wright)
- Avan Jogia  (Lemur)
- Nolan Gerard Funk (Todd)
- Janel Parrish (Cecily)
- Valerie Tian
- Julia Maxwell (Stacy St. Clair)
- Alexia Fast (Eve)
- Emily Tennant (Sarah)
- Brian Markinson (Principal Scalco)
- Sarah-Jane Redmond (Valerie)
- Richard Harmon (Stefan)
- Jill Morrison (Coach Cowan)
- Jeffrey Ballard (Clark)